# Dagmar của Đan Mạch
Dagmar của Đan Mạch (26 tháng 11 năm 1847 – 13 tháng 10 năm 1928), sau khi lấy chồng thì sử dụng tên tiếng Nga Mariya Feodorovna (tiếng Nga: Мария Фёдоровна), là Hoàng hậu của Đế quốc Nga trong vai trò là vợ của Hoàng đế Aleksandr III, trị vì từ năm 1881 đến năm 1894.
Bà là con gái thứ hai của Quốc vương Christian IX của Đan Mạch và Louise của Hessen-Kassel, nhờ vậy cũng là em gái (Vương nữ Dagmar thường được gọi với cái tên thân mật trong gia đình là Minnie) của một số ông hoàng bà chúa khác ở Châu Âu khi ấy, gồm có: Vương hậu nước Anh Alexandra, Quốc vương Frederik VIII của Đan Mạch và Quốc vương Georgios I của Hy Lạp. Bà chính là mẹ của vị Hoàng đế cuối cùng của chế độ phong kiến Nga, Nikolai II.

## Thời thơ ấu hạnh phúc
Vương nữ Marie Sophie Frederikke Dagmar được sinh ra tại Yellow Palace ở Copenhagen. Cha cô là Christian IX của Đan Mạch. Mẹ cô là Louise của Hessen-Kassel.
Cô đã được rửa tội với tư cách là một tín đồ Lutheran và được đặt theo tên của người phụ nữ họ hàng của cô là Marie Sophie của bang Hied-Kassel, Vương hậu Đan Mạch cũng như Vương hậu Đan Mạch thời trung cổ, Dagmar của Bohemia. Mẹ đỡ đầu của cô là Vương hậu Caroline Amalie của Đan Mạch. Lớn lên, cô được biết đến với cái tên Dagmar. Phần lớn cuộc đời, cô được biết đến với cái tên Maria Feodorovna, cái tên mà cô đã lấy khi chuyển đổi sang Chính thống giáo ngay trước cuộc hôn nhân năm 1866 với Hoàng đế tương lai Alexander III. Cô được biết đến trong gia đình là "Minnie".
Năm 1852, cha của Dagmar trở thành người thừa kế ngai vàng của Đan Mạch, phần lớn là do quyền kế vị của vợ ông Louise với tư cách là cháu gái của Vua Christian VIII. Năm 1853, ông được trao danh hiệu Vương tử Đan Mạch và ông và gia đình được trao một nơi cư trú mùa hè chính thức, Cung điện Bernstorff. Cha của Dagmar trở thành Vua Đan Mạch vào năm 1863 sau cái chết của Vua Frederick VII.
Do các liên minh hôn nhân xuất sắc của các con, ông được biết đến như là "Cha vợ của Châu Âu". Người anh cả của Dagmar sẽ kế vị cha mình là Vua Frederick VIII của Đan Mạch (một trong những người con trai của ông sẽ được bầu làm Vua Na Uy). Chị gái và người yêu thích của cô, chị gái, kết hôn với Albert Edward, Thân vương xứ Wales (Vua tương lai Edward VII) vào tháng 3 năm 1863. Alexandra, cùng với việc là nữ hoàng của vua Edward VII, cũng là mẹ của George V của Vương quốc Anh, giúp giải thích sự tương đồng đáng kinh ngạc giữa hai con trai của họ là Nicholas II và George V. Trong vài tháng sau cuộc hôn nhân của Alexandra, anh trai thứ hai của Dagmar, Wilhelm, đã được bầu làm Vua George I của Hy Lạp. Em gái của cô là Thyra, Nữ công tước xứ Cumberland. Cô cũng có một em trai khác, Valdemar.
Trong thời gian nuôi dưỡng, Dagmar, cùng với chị gái của cô, đã được nhà tiên phong người Thụy Điển bơi cho phụ nữ, bà Ed Edberg, sau đó cô sẽ chào đón Edberg tới Nga, nơi cô nhận được học bổng hoàng gia để tổ chức các buổi học bơi cho phụ nữ.

## Hôn nhân
Sự nổi lên của tư tưởng Slavophile (một tư tưởng phản đối nó sự ảnh hưởng của tây âu đối với Nga) ở Đế quốc Nga đã dẫn tới việc sa hoàng Aleksandr II của Nga phải tìm kiếm cô dâu cho người thừa kế, Thái tử Nicholas Alexandrovich, ở các quốc gia khác ngoài các bang của Đức. Năm 1864, Nicholas, hoặc "Nixa" - tên thường được gia đình dùng cho thái tử, đã đi đến Đan Mạch, tại đây thái tử đã hứa hôn với Dagmar. Ngày 22 tháng 4 năm 1865 thái tử qua đời vì viêm màng não. Mong muốn cuối cùng của thái tử là Dagmar có thể kết hôn với em trai mình, người thừa kế tiếp theo-tương lai là Alexander III. Dagmar đã rất đau khổ sau cái chết của vị hôn phu trẻ. Cô ấy rất đau khổ khi trở về quê nhà vì những người thân của cô đã rất lo lắng về sức khoẻ của cô. Cô đã trở nên cảm xúc gắn bó với Nga và thường nghĩ đến đất nước xa xôi, xa xôi này đã trở thành nhà của cô. Sự đồng cảm trong đau khổ đã đưa cô thân thiết hơn với "cha mẹ của Nixa", và cô nhận được một lá thư từ Alexander II, trong đó Hoàng đế cố gắng trấn an cô. Ông nói với Dagmar nhiều điều trìu mến, rằng ông hy vọng cô vẫn xem mình là một thành viên trong gia đình ông. Tháng 6 năm 1866, trong khi thăm viếng Copenhagen, thái tử Alexander đã ngỏ lời được nắm lấy tay Dagmar. Sau đó họ cùng nhau ngắm những bức tranh trong phòng của cô.
Dagmar rời Copenhagen vào ngày 1 tháng 9 năm 1866. Hans Christian Andersen, người đôi khi được mời tới để kể chuyện cho Dagmar và anh chị em ruột của mình khi họ còn nhỏ, là một trong số những người trong đám đông người chen lấn đổ xô tới bến tàu để gặp cô. Ông đã nhận xét về cô trong nhật ký của mình, "Hôm qua, ở bến tàu, 
lúc đi ngang qua tôi, cô dừng lại và nắm lấy tay tôi. Tôi đã khóc. Cô bé thật đáng thương. Ôi xin chúa, xin người hãy thương xót và ban phước lành cho cô gái. Mọi người hay nói với tôi rằng có một cung điện tráng lệ ở Saint Petersburg và gia đình của Sa Hoàng rất tốt, dù vậy, nhưng cô phải đi tới một quốc gia xa lạ, cô ấy sẽ đi đến một quốc gia xa lạ, nơi từ con người tới tôn giáo đều khác Đan Mạch, lại cũng không có người quen nào bên cạnh cô."
Dagmar được đón tiếp ở Kronstadt bởi Đại vương công Constantine Nikolaevich của Nga và được hộ tống đến St. Petersburg, nơi cô được mẹ chồng và em gái chồng chào đón vào ngày 24 tháng 9. Ngày 29, cô chính thức bước vào thủ đô của Nga trong một bộ trang phục Nga có màu xanh da trời và vàng, cô cùng đi với hoàng hậu đến cũng điện mùa đông, tại đây cô được giới thiệu với công chúng Nga trên bạn công. Catherine Radziwill đã mô tả lại sự kiện này: "hiếm khi nào có một công chúa nước ngoài được chào đón nhiệt tình như vậy...từ thời điểm cô ấy đặt chân lên đất Nga, cô đã thành công trong việc chiến thắng được trái tim mình. Nụ cười của cô,cách cô cúi chào đám đông...ngày lập tức trở nên phổ biến..."

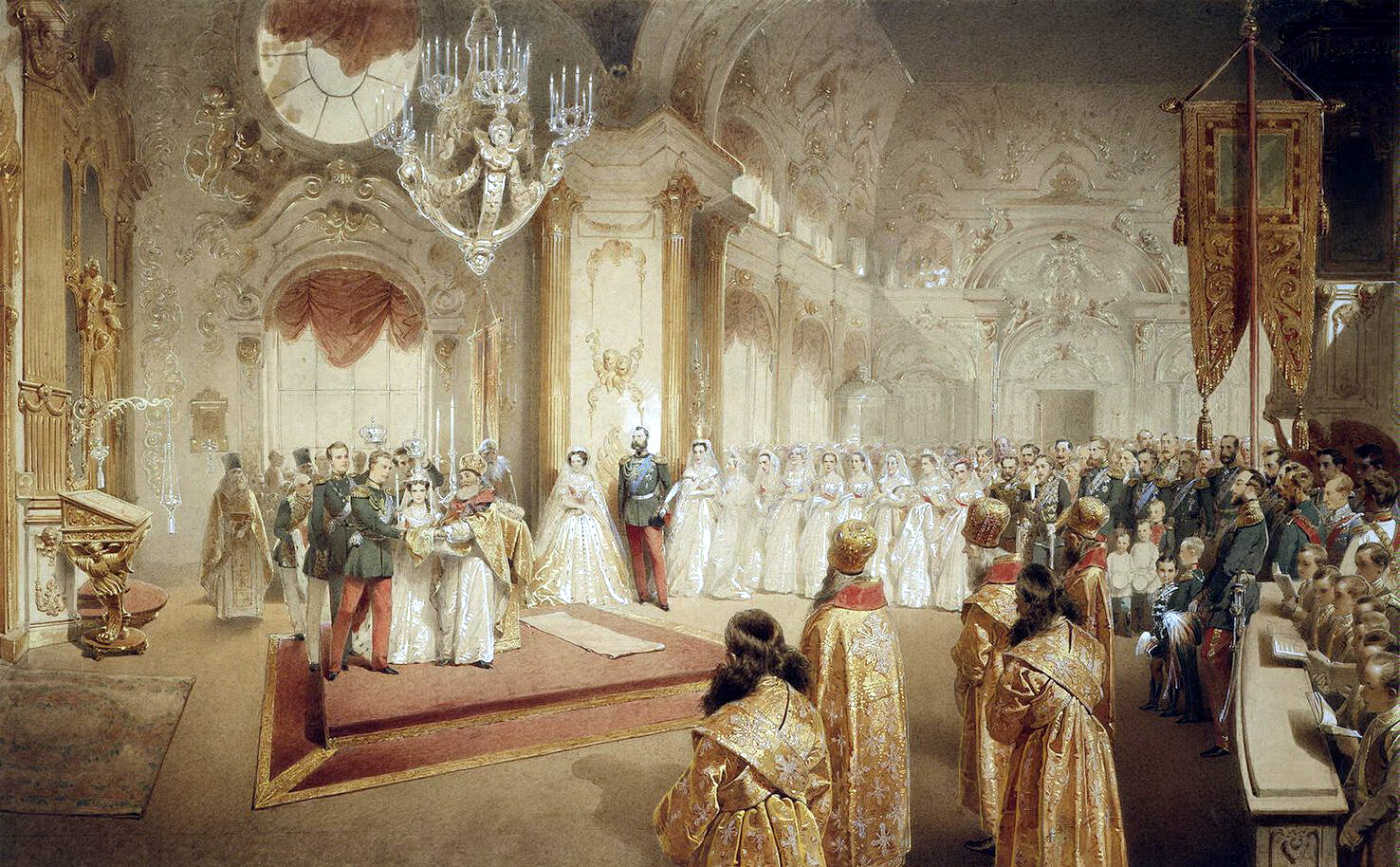
Đám cưới của Alexander III và Maria Feodorovna

Bà cải đạo sang giáo hội chính thống Nga và trở thành nữ công tước Maria Feodorovna của Nga. Lễ cưới xa hoa diễn ra vào ngày 9 tháng 11 (theo lịch Nga là 28 tháng 10) năm 1866 trong nhất nguyện Imperial của cũng điện mùa đông ở Saint Petersburg. Những trở ngại tài chính đã khiến song thân bà không thể dự đám cưới của con gái, thay vào đó họ để người anh trai của bà, hoàng tử Frederick tới thay. Hoàng tử xứ Wales - anh rể bà cũng tới Saint Petersburg để dự lễ; công nương xứ Wales - chị gái bà không thể tới dự do mang thai. Sau đêm tân hôn,sa hoàng Alexander (khi đó vẫn là thái tử) đã viết về bắt trong nhật ký của ông, "Ta cởi dép và chiếc áo thêu chỉ bạc, và cảm thấy được cơ thể của người vợ thân yêu đang kề bên ta...ta không muốn diễn tả ta đã cảm thấy thế nào khi đó. Sau đó ta và nàng tán gẫu với nhau một thời gian dài." Sau đám cưới đôi vợ chồng chuyển tới cung điện Anichkov ở Saint Petersburg, nơi họ sẽ sống trong 15 năm tới, trừ những lúc họ đi nghỉ hè ở biệt thự mùa hè Livadia ở bán đảo Crimea.

## Cách mạng và lưu vong

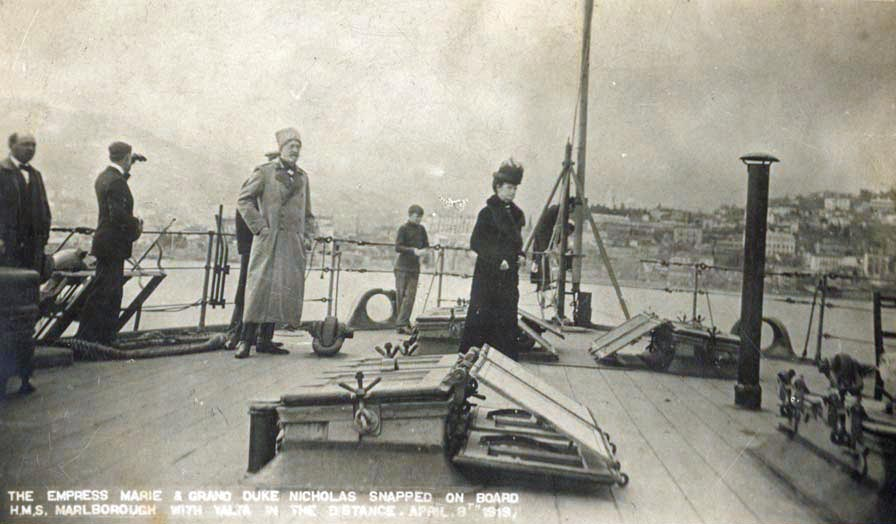
Thái hậu Mariya Fyodorovna cùng Nikolay Nikolayevich của Nga trên thiết giáp hạm HMS Marlborough (1912) rời khỏi nước Nga.

Cách mạng Nga xảy ra vào năm 1917, đầu tiên là Cách mạng Tháng Hai, sau đó là sự thoái vị của Nicholas II vào ngày 15 tháng 3. Sau khi đi từ Kiev đến gặp con trai bị phế truất của mình, Nicholas II ở Mogilev, còn cô trở về thành phố, nơi cô nhanh chóng nhận ra Kiev đã thay đổi và sự hiện diện của cô không được còn chào đón nữa. Cô đã được gia đình ở đó thuyết phục đi lưu vong ở Crimea bằng xe lửa cùng với một nhóm Romanovs tị nạn khác.
Sau một thời gian sống ở nơi ở của hoàng gia tại Crimea, cô nhận được báo cáo rằng các con trai, con dâu và các cháu của cô đã bị sát hại. Tuy nhiên, cô đã công khai nói rằng đó là một lời đồn. Vào một ngày sau vụ sát hại gia đình Sa hoàng, Maria nhận được một tin nhắn từ Nicky, "một người đàn ông cảm động", người đã kể về cuộc sống khó khăn như thế nào đối với gia đình của con trai bà ở Yekaterinburg. "Và không ai có thể giúp đỡ hoặc giải phóng họ - chỉ có Chúa! Chúa tôi cứu Nicky đáng thương, xui xẻo của tôi, giúp anh ta trong những thử thách khó khăn!" Trong nhật ký của mình, cô tự an ủi: "Tôi chắc chắn tất cả họ đã thoát khỏi Nga và bây giờ những người Bolshevik đang cố gắng che giấu sự thật." Cô kiên quyết giữ vững niềm tin này cho đến cuối đời. Sự thật quá đau đớn để cô thừa nhận công khai. Những lá thư của cô gửi cho con trai và gia đình anh gần như đã bị mất; Nhưng trong một lần sống sót, cô viết cho Nicholas: "Con biết rằng những suy nghĩ và lời cầu nguyện của ta không bao giờ rời xa con. Ta nghĩ về con cả ngày lẫn đêm và đôi khi cảm thấy đau lòng đến mức ta tin rằng ta không thể chịu đựng được nữa. Nhưng Chúa sẽ thương xót cho chúng ta. Ngài sẽ ban cho chúng ta sức mạnh để vượt qua thử thách khủng khiếp này." Con gái của Maria, bà Xenia Alexandrovna, đã bình luận thêm về vấn đề này, "Tuy nhiên, tôi chắc chắn rằng sâu thẳm trong trái tim mẹ tôi, mẹ tôi đã tự mình chấp nhận sự thật vài năm trước khi chết." 
Bất chấp sự lật đổ của chế độ quân chủ vào năm 1917, cựu Thái hậu Maria đã từ chối rời khỏi Nga. Chỉ đến năm 1919, với sự thúc giục của chị gái mình, Alexandra của Đan Mạch, bà mới ra đi bằng cách chạy trốn khỏi Crimea qua Biển Đen rồi đến London. Vua George V đã gửi tàu chiến HMS Marlborough để đón dì của mình.
Sau một thời gian ngắn ở căn cứ của Anh ở Malta, họ đi tới Anh bằng con tàu Lord Nelson của Anh, và cô ở lại với chị gái của mình, Alexandra. Mặc dù Nữ hoàng Alexandra không bao giờ đối xử tệ với em gái mình và họ đã dành thời gian bên nhau tại Nhà Marlborough ở London và Nhà Sandringham ở Norfolk, Maria, với tư cách là một người hạ cấp hoàng hậu bị phế truất, cảm thấy rằng cô giờ là "số hai", trái ngược với chị gái mình, và cuối cùng cô trở về quê hương Đan Mạch. Sau khi sống một thời gian ngắn với cháu trai của mình, Vua Christian X, trong một cánh của Cung điện Amalienborg, cô đã chọn biệt thự nghỉ mát Hvidøre gần Copenhagen làm ngôi nhà vĩnh viễn mới của mình.
Có rất nhiều người di cư Nga ở Copenhagen đã tiếp tục coi cô là Hoàng hậu và thường nhờ cô giúp đỡ. Hội nghị quân chủ toàn Nga được tổ chức vào năm 1921 đã đề nghị cho bà quyền thuê ngai vàng của Nga nhưng bà đã từ chối với câu trả lời lảng tránh "Không ai thấy Nicky bị giết" và do đó, có khả năng con trai bà vẫn còn sống. Cô đã hỗ trợ tài chính cho Nikolai Sokolov, người đã nghiên cứu về hoàn cảnh của cái chết của gia đình Sa hoàng, nhưng họ không bao giờ gặp nhau. Nữ công tước Olga đã gửi một bức điện tín tới Paris để hủy một cuộc hẹn vì "người phụ nữ già và bệnh" quá khó khăn để nghe câu chuyện khủng khiếp của con trai bà và gia đình ông.
Nhờ sự giúp đỡ của Alexandra và vua George V đã giúp cho Maria thoát khỏi cái chết từ phía Bolshevik, nhưng cô phải sống lưu vong ở một nơi đất khách quê người một cách thầm lặng, đau buồn và nhục nhã. Maria và các thành viên Hoàng tộc khác giờ đây không còn gì cả, thân phận còn thấp hơn cả một dân thường, khác với cuộc sống trước đây, nơi họ đã cùng nhau cai trị suốt hơn hai thập kỷ. Cái chết của gia đình Nikolai II đã giáng một cú sốc tâm lý nặng đến bà và các thành viên Hoàng tộc Romanov khác. Cho đến khi bà qua đời, thế giới vẫn chưa có thông tin gì chính xác về sự việc xảy ra hôm đó và vị trí xác của các nạn nhân.